# Hara Shimetarō

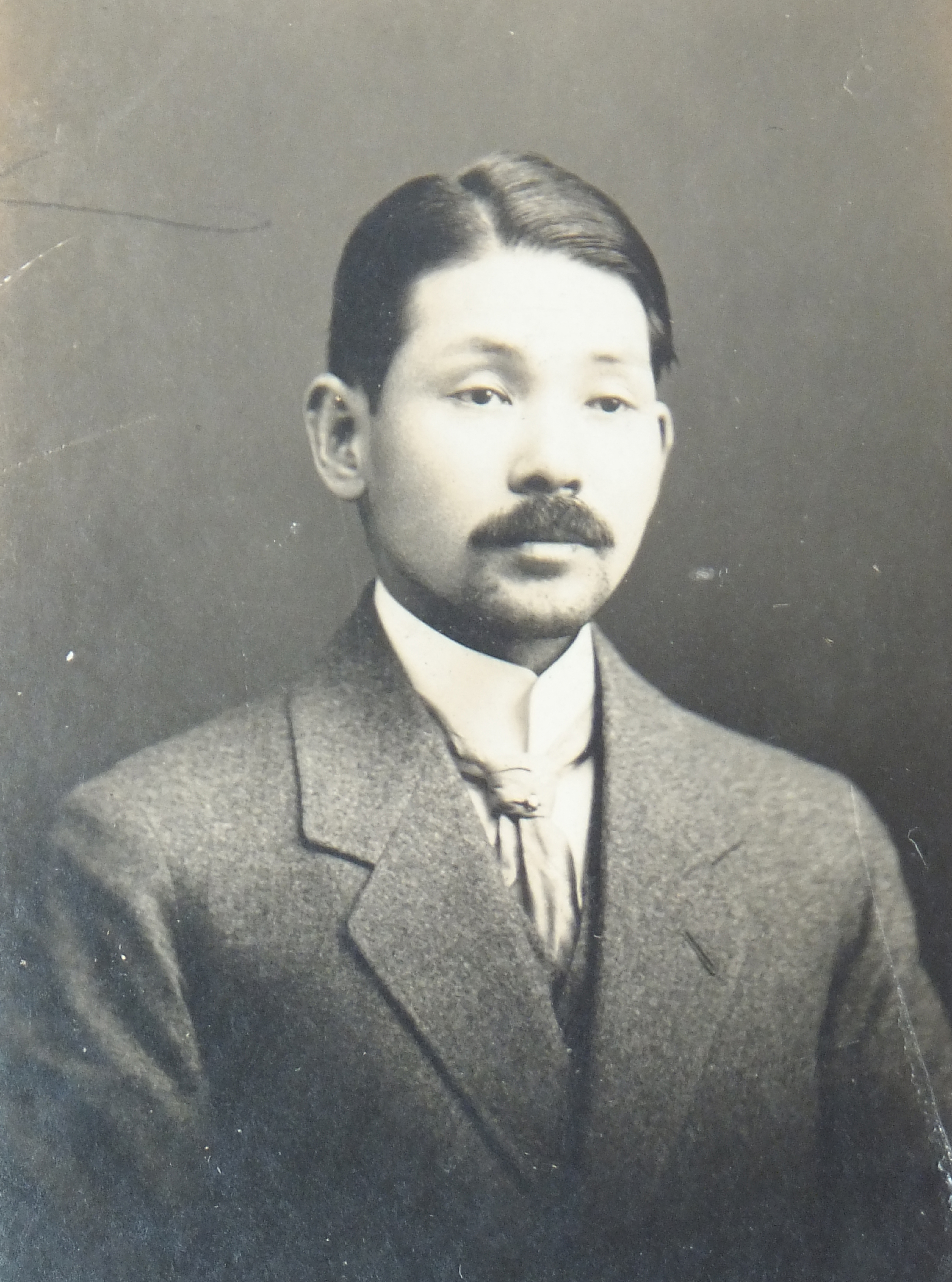
Hara Shimetarō (Anfang 20. Jh.)

Hara Shimetarō (jap. 原 志免太郎, * 4. Oktober 1882 in Fukuoka, Präfektur Fukuoka, Japan; † 18. Juni 1991 daselbst) war ein japanischer Arzt, der eine der einflussreichsten frühen wissenschaftlichen Dissertationen zur Moxibustion schrieb und diese als einfache und wirksame Methode zur Krankheitsvorbeugung und Stärkung des Immunsystems propagierte.

## Leben
Hara Shimetarō wurde als vierter Sohn von Hara Taneki und dessen Ehefrau Toe in Fukuoka geboren. Der Vater, der bis zum Ende der Tokugawa-Herrschaft im Jahre 1868 dem lokalen Lehnsherren Kuroda diente und nach der Meiji-Reform vorübergehend in der neuen Präfekturverwaltung Anstellung fand, hatte große Schwierigkeiten beim Unterhalt der Familie. Nach dem Abschluss der Volksschule zog der dreizehnjährige Shimetarō daher zu dem gleichnamigen, aber nicht mit ihm verwandten Arzt Hara Sanshin, dessen Familie seit zwölf Generationen eine wichtige Rolle im lokalen Gesundheitswesen spielte. Hier eignete er sich Grundkenntnisse in der Medizin an und erwarb eine Lizenz für Krankenpflege. 1910 wurde er nach einer Feststellungsprüfung zum Studium an der Fachschule für Medizin der Präfektur Kyōto (heute Präfekturale Medizinische Universität Kyōto) zugelassen.
Nach dem Studienabschluss im Jahre 1905 war er zunächst in Kyōto als Arzt tätig, kehrte dann aber 1910 nach Fukuoka zurück. In diesen Jahren begann er mit Untersuchungen an Kaninchen zur Moxa-Therapie, die er an der Kaiserlichen Universität Kyūshū mit der Unterstützung des renommierten Professors Miyairi Keinosuke (宮入 慶之助, 1865–1946) und dessen Nachfolgers Professor Ōhira Tokuzō (大平 得三, 1882–1962) vertiefte. Nach der Publikation erster Resultate in mehreren Aufsätzen promovierte Hara bei Ōhira im Jahre 1929 mit einer Studie über die Stärkung der Widerstandskräfte durch Moxibustion.
Dies war die erste moderne wissenschaftliche Untersuchung zur Moxa, die auch in westlichen Studien bis heute zitiert wird. Eine ausführliche englische Zusammenfassung der Befunde erschien 1941 in der Zeitschrift Contemporary Japan. Hara ignorierte die tradierten Meridiane, Moxibustion war seiner Ansicht nach eine Reiztherapie. Hara zeigte u. a., dass sich die Zahl der weißen Blutkörperchen unmittelbar nach einer Moxibustion am Punkt ST36 (Zusanli) vermehrt und nach etwa acht Stunden ihren Höhepunkt erreicht, der 24 Stunden andauert. Noch vier bis fünf Tage bleibt ein erhöhter Spiegel erhalten. Führt man über sechs Wochen eine tägliche Moxibustion durch, so ist die Zunahme der weißen Blutkörperchen bis zu 13 Wochen nach dem Abbruch nachweisbar. Ähnliche Effekte wurden auch hinsichtlich der roten Blutkörperchen beobachtet. Die von ihm verwendeten Punkte (neben St 36 weitere 8 Punkte am Rücken) wählte er aus praktischen Gründen.
Ähnliche Untersuchungen führten in jener Zeit auch andere Forscher durch. So reichte Aochi Masanori (青地正徳) 1928 eine Dissertation an der Fachschule für Medizin der Präfektur Kyōto ein, die ebenfalls den Veränderungen im Blutbild nachgeht Weitere Autoren dieser frühen Forschungsphase waren Nagatoya Jōichi (長門谷丈一) an der Osaka Universität, Fujii Hideji (藤井秀二), Tokieda Kaoru (時枝薫), Kurozumi Hisashi (黒住久), Mizuno Shigemoto (水野重元) und andere.
Haras Ablehnung aller Konzepte, die nicht mit wissenschaftlichen Methoden belegbar waren, löste bei Anhängern der traditionellen Medizin starken Widerspruch aus. Dennoch wurde er als „Moxa-Doktor“ landesweit bekannt. Die einflussreiche Frauenzeitschrift Shufu no Tomo („Freund der Hausfrau“, 1917–2008) wurde dank Haras guter Beziehungen zu deren Begründer Ishikawa Takeyoshi (1887–1961) zu einem wichtigen Forum für die Propagierung seiner Befunde zur Moxibustion und Krankheitsvorbeugung.
1943 gründete er im Osten von Fukuoka die Hara-Klinik Kashii. Hier praktizierte er bis zum Alter von 104 Jahren. In den letzten beiden Monaten vor seinem Tode war er der älteste lebende Japaner.
Hara erwarb sich nicht nur in der Erforschung der Moxa Verdienste. Professor Miyairi Keinosuke hatte herausgefunden, dass eine (später auch „Miyairi snail“ genannte) etwa 8 mm kleine Schnecke (Oncomelania nosophora) dem als Erreger der Bilharziose gefürchteten Parasiten Schistosoma japonicum (Pärchenegel) als Zwischenwirt dient. Hara wiederum machte Leuchtkäfer (Lampyridae) als natürliche Feinde ebendieser Schnecken ausfindig und führte umfangreiche Untersuchungen zu deren Lebensweise und Zucht durch.
Hara, der Zeit seines Lebens die Stärkung der Abwehrkräfte des menschlichen Körpers durch Moxibustion propagierte, publizierte hierzu eine Reihe von Schriften, von denen einige wiederholt aufgelegt wurden.
Heute verfolgt eine 2008 gegründete britische Organisation „Moxafrica“ die Nutzung und Weiterentwicklung von Haras Therapie der Tuberkulose in Regionen mit geringen Ressourcen.

## Werke
- Kyū no kesshikisoryō narabini sekkekkyū-sū ni oyobosu eikyō [Der Einfluss der Moxa auf die Hämoglobinmenge sowie die Zahl der Erythrozyten]. Iji Shinbun 1219, Sept. 1927. (「灸の血色素量並びに赤血球数に及ぼす影響」『医事新聞』)
- Sekyū hifu no soshikigakuteki kenkyū [Histologische Studie zur mit Moxa behandelten Haut]. Fukuoka Ikadaigaku Zasshi 22(2), 1929, S. 107–133. (「施灸皮膚の組織学的研究」『福岡医科大学雑誌』)
- Yakedo oyobi yakedo ieusagi kessei no ketsueki ni oyobosu eikyō ketsueki ni oyobosu eikyō. [Brandwunden und deren Wirkung auf das Blutserum von Kaninchen]. Fukuoka Ikadaigaku Zasshi 22(2), 1929, S. 134–166. (「火傷及び火傷家兎血清」『福岡医科大学雑誌』)
- Kyū wo hodokoseru kekkakudōbutsu no chiyukeikō ni tsuite [Über die Regenerationstendenzen bei mit Moxa behandelten tuberkulösen Tieren]. Fukuoka Ikadaigaku Zasshi 22(5), 1929, S. 446–516. (「灸を施せる結核動物の治癒傾向に就いて」『福岡医科大学雑誌』)
- Kyū ni kansuru igakuteki kenkyū [Medizinische Forschungen über die Moxa]. Kyūshū Teikoku-daigaku igakubu, Fukuoka 1929 (「灸に関する医学的研究」)
- Kyūhō no igakuteki kenkyū: Kokumin-hoken no shin-teishō: kekkaku chiryō no shin-fukuon [Medizinische Forschungen zur Moxibustion: Neuer Vorschlag zur Volksgesundheit – Neue Botschaft zur Behandlung der Tuberkulose]. Shinshūsha, 1929 (『灸法の医学的研究 : 国民保健の新提唱 : 結核治療の新福音』春秋社)
- Manbyō ni kiku kyūryō-hō [Moxa-Therapie als Allheilmittel]. Jigyō no Nihonsha, 1933, 1953 (『万病に効くお灸療法』実業之日本社)
- Kyūhō no igakuteki kenkyū [Medizinische Forschungen zur Moxibustion]. Shunshūsha, 1934, 1941 (『灸法の医学的硏究』春秋社)
- Medical Researches on Moxibustion. Contemporary Japan, Vol X, No. 5, May 1941, S. 1–17.
- Saishin kyūryō hōten [Nützliches Buch zur neuesten Moxa-Therapie]. Shufu-no-tomo sha, 1941 (『最新灸療宝典』主婦之友社)
- Atarashii Kyūgaku to sono ōyō [Neue Moxibustionskunde und deren Anwendung]. Hokushinsha 1955 (「新しい灸学とその応用」)
- Hotaru [Leuchtkäfer]. Jigyō no Nihonsha, 1940. (蛍)
- mit S. Watanabe, H. Hakata, K. Matsuo und H. Hara: Effects of Electronic Moxibustion on Immune Response 1. In: Journal of Japan Society of Acupuncture and Moxibustion. 31(1), 1981, S. 42–50. Dito, 2, Journal of Japan Society of Acupuncture and Moxibustion. 32(1), 1982, S. 20–26.
- mit Hara Hiroshi: Atarashii kyūgaku. [Neue Moxibustionslehre]. Haradoi Hospital, Fukuoka 1991.

## Galerie

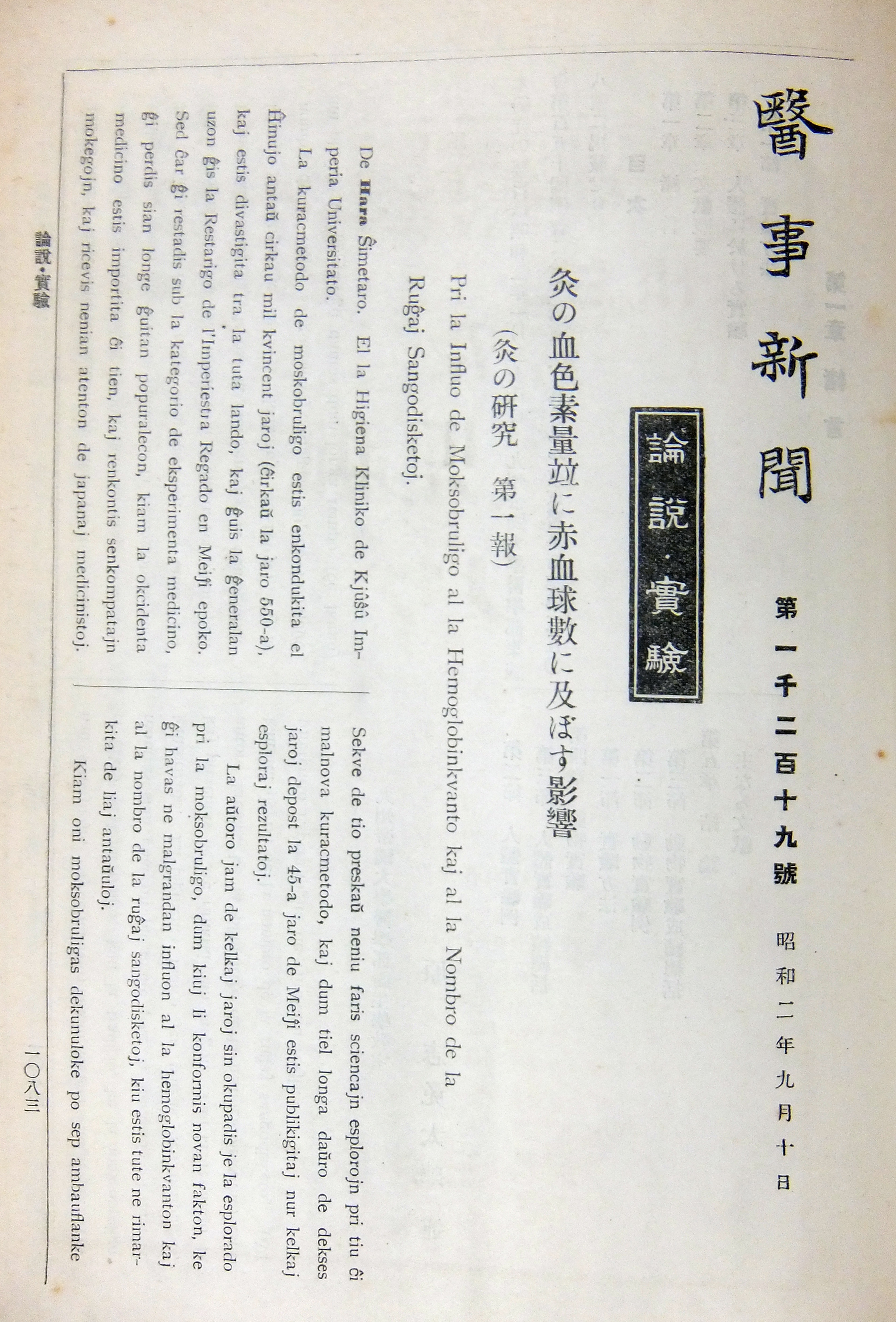
Artikel von Hara Shimetarō über den Einfluss der Moxa auf die Hämoglobinmenge sowie die Zahl der Erythrozyten (1927). Die Zusammenfassung wurde auf Esperanto geschrieben.
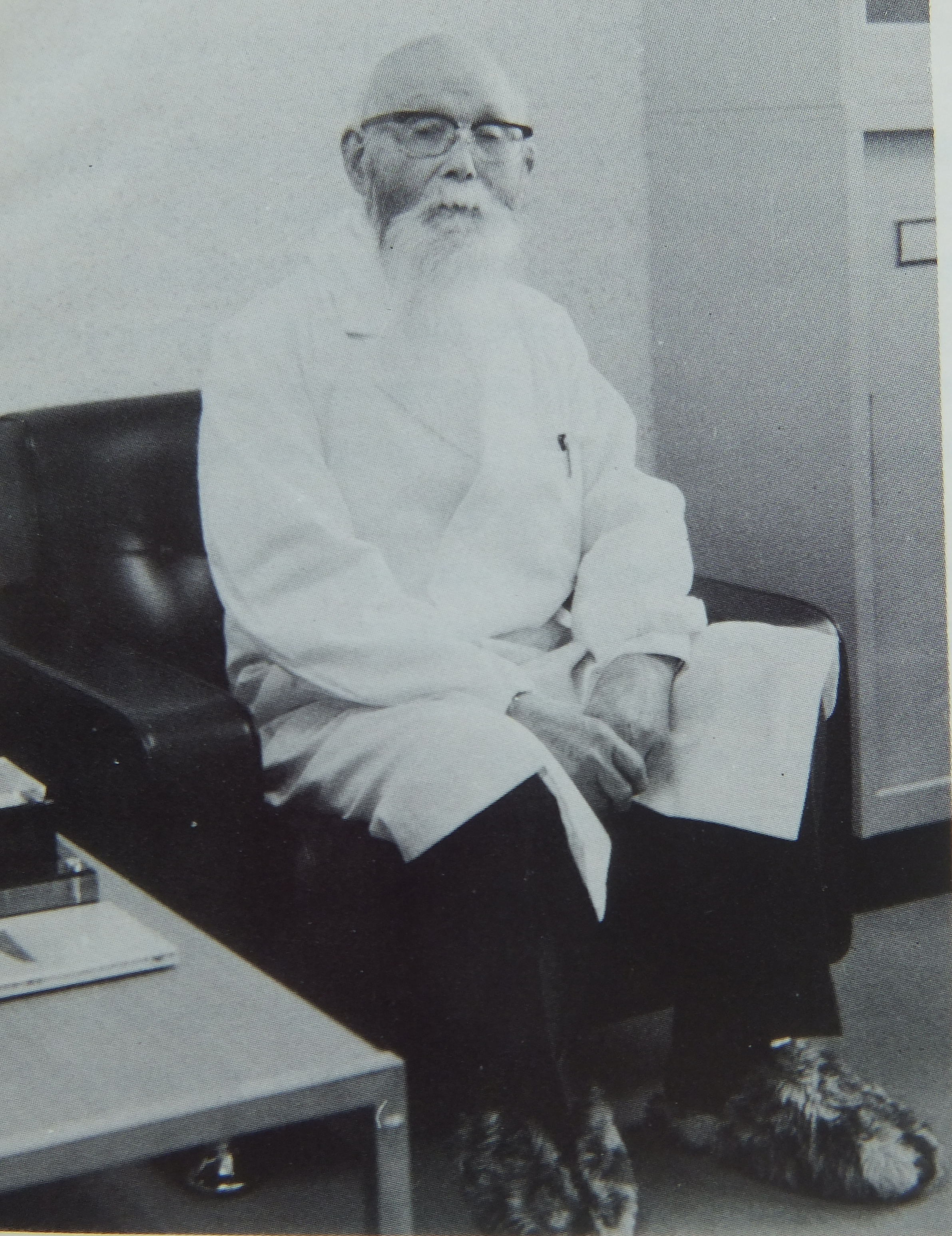
Hara Shimetarō (1982)
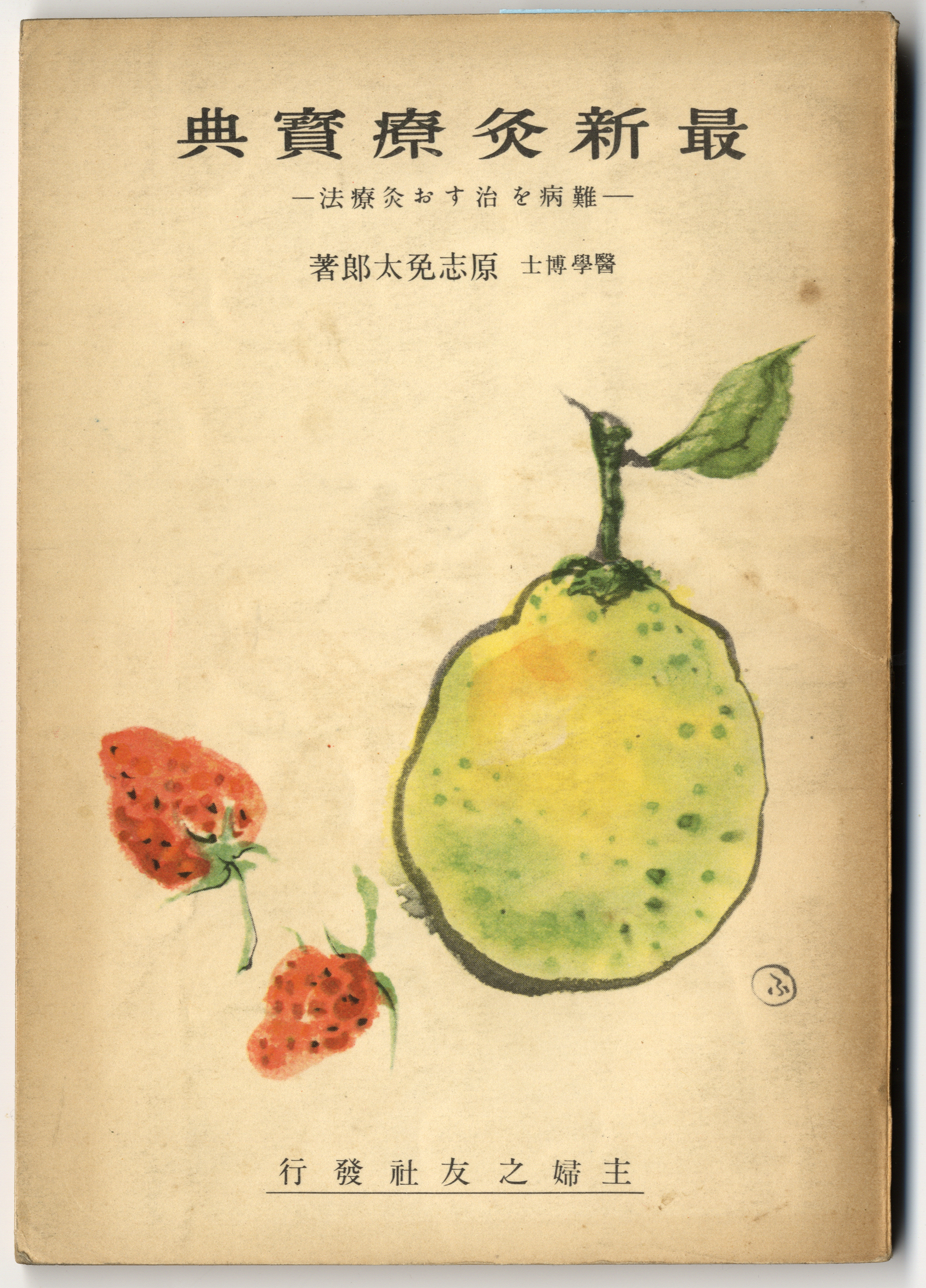
Umschlag von Hara Shimetarō: Saishin kyūryō hōten, 1941. Das primär an Hausfrauen gerichtete Büchlein propagiert die direkte Moxibustion im Hara-Stil als effektive Maßnahme zur Gesundheitserhaltung.
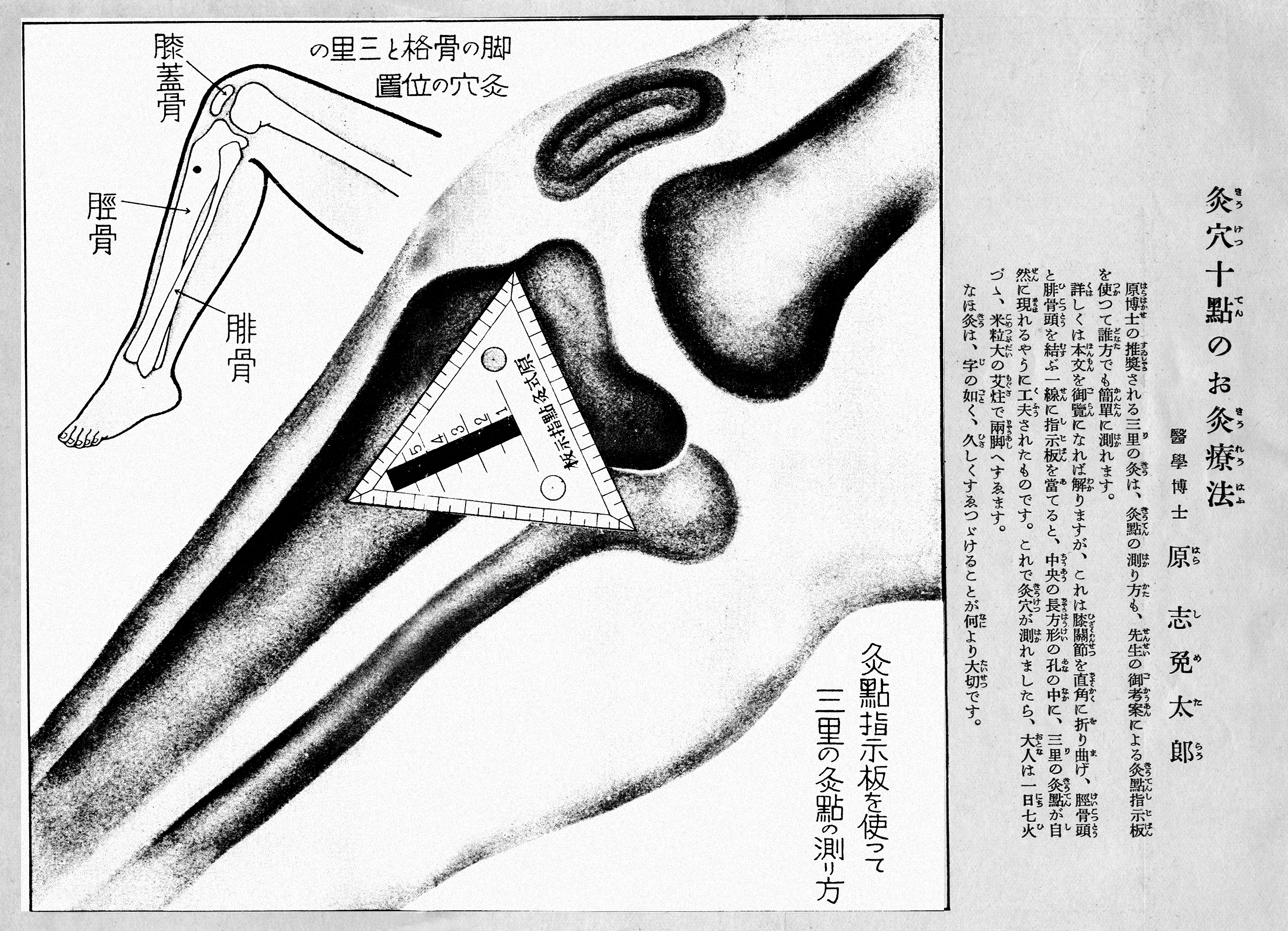
Zusanli (ST 36), laut Hara einer der wichtigsten Moxibustionpunkte zur Stärkung der Abwehrkräfte des Körpers. Aus: Hara Shimetarō: Saishin kyūryō hōten
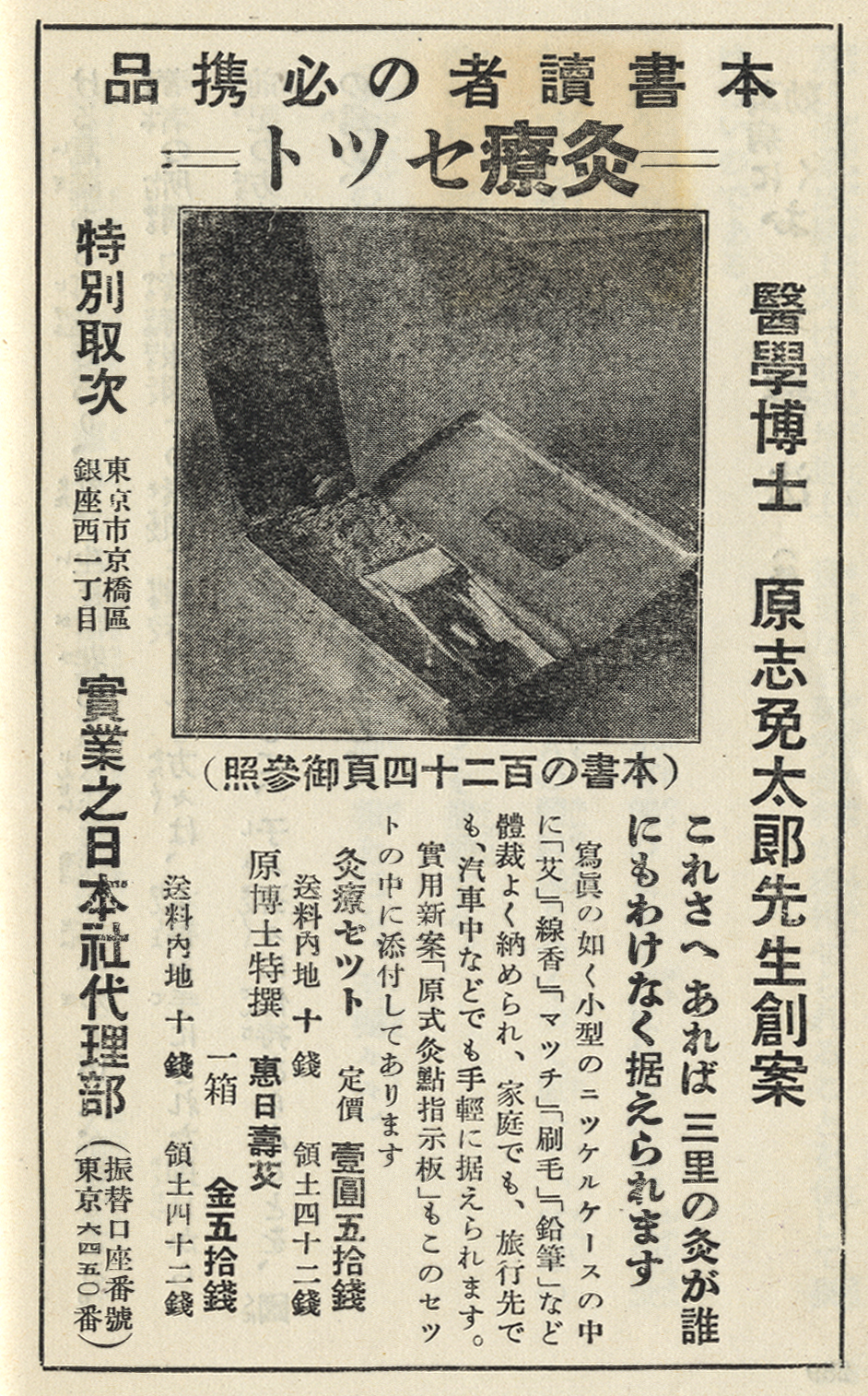
Anzeige für einen Moxibustionsset nach Hara Shimetarō. Aus: Hara Shimetarō: Saishin kyūryō hōten